# بند أستانة (همبرات)
بند أستانة (بالفارسية: بنداستانه) هي قرية تقع في إيران في قسم همبرات الريفي. يقدر عدد سكانها بـ 10 نسمة بحسب إحصاء 2016.